# 프놈펜 올림픽 스타디움
프놈펜 올림픽 스타디움(크메르어: ពហុកីឡាដ្ឋានជាតិអូឡាំពិក, 영어: Phnom Penh Olympic Stadium)은 캄보디아 프놈펜에 있는 70,000명을 수용할 수 있는 다목적 경기장으로 현재 캄보디아 축구 국가대표팀의 홈 구장으로 사용되고 있다.